# 107-й смешанный авиационный полк (Югославия)
107-й смешанный авиационный полк (сербохорв. 107. mešoviti avijacijski puk / 107. мешовити авијацијски пук) — авиаполк военно-воздушных сил и войск ПВО СФРЮ, образованный в 1944 году как 421-й штурмовой авиационный полк (сербохорв. 421. vazduhoplovni jurišni puk / 421. ваздухопловни јуришни пук) в составе 42-й штурмовой авиационной дивизии и участвовавший в Народно-освободительной войне Югославии.

## История

### 421-й штурмовой авиационный полк
421-й штурмовой авиационный полк образован 20 декабря 1944 года в Лачараке. Личный состав проходил обучение под руководством 10-й гвардейской штурмовой авиационной дивизии из 17-й воздушной армии, полк входил в состав 42-й штурмовой авиационной дивизии. Был оснащён штурмовиками Ил-2, участвовал в завершающих боях за освобождение Югославии. В годы войны его базами служили местечки Лачарак, Крнешевци, Земун, Надаль, Бачки-Брестовац и Сомбор.
После войны базой полка стало Скопье, а затем Ниш. В 1948 году он был переименован в 107-й штурмовой авиационный полк.

### 107-й смешанный авиационный полк
107-й штурмовой авиационный полк состоял в 37-й авиационной дивизии. В 1949 году он перелетел на базу Лесковац, где оставался до 1953 года, после чего вернулся в Ниш. С 1953 года на его вооружении находились югославские истребители Икарус С-49, и полк вскоре был переименован в 107-й истребительный авиационный полк (сербохорв. 107. lovački avijacijski puk / 107. ловачки авијацијски пук). В 1957 году на вооружение поступили американские истребители-бомбардировщики F-47D Thunderbolt, снятые в 1960 году, и полк в течение этого времени назывался 107-м истребительно-бомбардировочным авиационным полком (сербохорв. 107. lovačko-bombarderski avijacijski puk / 107. ловачко-бомбардерски авијацијски пук).
С 18 августа 1960 года полк носил название 107-й вертолётный полк (сербохорв. 107. helikopterski puk / 107. хеликоптерски пук), будучи оснащёнными советскими вертолётами Ми-4 и британскими Westland S-55. В 1961 году по плану «Дрвар» реорганизации ВВС три эскадрильи полка были преобразованы в транспортные вертолётные: 780-я, 781-я и 782-я.
В 1964 году в состав 107-го вспомогательного авиационного полка была включена 677-я транспортная авиационная эскадрилья, оснащённая транспортными самолётами Douglas C-47 и Ли-3. Через год в состав полка вошла 891-я эскадрилья авиационной связи в составе которой были югославские монопланы Икарус Курир. В 1966 году в 107-й полк была включена и 783-я вертолётная эскадрилья. 780-я и 781-я вертолётные эскадрильи были переведены в 111-й вертолётный полк, 782-я вертолётная эскадрилья — в 81-й вспомогательный авиационный полк. Вертолёты Ми-4 и S-55 были на вооружении ЮНА до 1973 года.
В 1973 году полк был преобразован снова в вертолётный и перелетел на авиабазу Мостар, став частью академии ВВС Югославии: предназначением полка стало обучение будущих пилотов вертолётов. До 1974 года основными вертолётами полка были Ми-2, затем их заменили югославские Soko SA.341 Gazelle (лицензионная копия французского Aérospatiale Gazelle). Полк включал в себя 782-ю и 783-ю вертолётные эскадрильи. В 1988 году 783-я эскадрилья была преобразована в 722-ю противотанковую вертолётную эскадрильи, получив на вооружение ударные вертолёты Soko SA.342 Gazelle Gama. В том же году в состав полка вошла 334-я истребительно-бомбардировочная авиационная эскадрилья, расформированная в 1990 году.
Полк был последний раз переименован в 1991 году, получив обозначение 107-го смешанного авиационного полка. Он участвовал в сражениях 1991 и 1992 годов войн в Хорватии и Боснии и Герцеговине. В апреле 1992 года после вывода ЮНА из Боснии и Герцеговины полк покинул аэродром Мостара и перелетел на авиабазу Голубовци в Черногории. В мае он был расформирован: его правопреемником де-факто стал 97-й вертолётный полк, куда был переведён личный состав, ранее ушедший в 722-ю противотанковую вертолётную эскадрилью.

## В составе
- 42-я штурмовая авиационная дивизия (1945)
- 11-я истребительная авиационная дивизия (1945)
- 2-я штурмовая авиационная дивизия (1945—1948)
- 29-я авиационная дивизия (1948—1959)
- 3-е авиационное командование[англ.] (1959—1964)
- 1-й авиационный корпус[англ.] (1964—1973)
- Военно-воздушная академия (1973—1991)

## Предыдущие наименования
- 421-й штурмовой авиационный полк (1944—1948)
- 107-й штурмовой авиационный полк (1948—1953)
- 107-й истребительный авиационный полк (1953—1957)
- 107-й истребительно-бомбардировочный авиационный полк (1957—1960)
- 107-й вертолётный полк (1960—1964)
- 107-й вспомогательный авиационный полк (1964—1973)
- 107-й вертолётный полк (1973—1988)
- 107-й авиационный полк (1988—1990)
- 107-й смешанный авиационный полк (1991—1992)

## Организация

### 1961—1964
- 107-й вертолётный полк
  - 780-я транспортная вертолётная эскадрилья
  - 781-я транспортная вертолётная эскадрилья
  - 782-я транспортная вертолётная эскадрилья

### 1964—1973
- 107-й вспомогательный авиационный полк
  - 677-я транспортная авиационная эскадрилья
  - 891-я эскадрилья авиационной связи (1965—1968)
  - 781-я транспортная вертолётная эскадрилья
  - 783-я вертолётная эскадрилья (1966)

### 1973—1988
- 107-й вертолётный полк
  - 782-я транспортная вертолётная эскадрилья
  - 783-я вертолётная эскадрилья (1966)
  - 3-я истребительно-бомбардировочная эскадрилья 107-го вертолётного полка (1978—1979)

### 1988—1990
- 107-й авиационный полк
  - 334-я истребительно-бомбардировочная авиационная эскадрилья
  - 245-я истребительно-бомбардировочная авиационная эскадрилья (1988)
  - 722-я противотанковая вертолётная эскадрилья
  - 782-я вертолётная эскадрилья

### 1991—1992
- 107-й смешанный авиационный полк
  - 722-я противотанковая вертолётная эскадрилья
  - 782-я вертолётная эскадрилья

## Авиабазы
- Лачарак (1944)
- Крнешевци (1944)
- Земун (1944)
- Надаль (1944)
- Бачки-Брестовац (1944)
- Сомбор (1944)
- Лачарак (1945)
- Скопье (1945)
- Ниш (1945—1949)
- Лесковац (1949—1953)
- Ниш (1953—1973)
- Мостар (1973—1992)
- Голубовци (1992)

## Командиры
| Дата назначения | Имя                |
| --------------- | ------------------ |
|                 | Душан Божович      |
|                 | Димитрие Ковачевич |
|                 | Любо Вукчевич      |
|                 | Слободан Алагич    |
|                 | Радован Дакович    |
|                 | Милош Богданович   |
|                 | Воислав Микич      |
|                 | Никола Петрович    |
|                 | Вукадин Живкович   |
|                 | Стеван Вукманович  |
|                 | Живота Павкович    |
|                 | Иван Михайлович    |